# Wilson Moncayo
Wilson Abraham Moncayo Jalil (* 20. September 1944 in Ambato, Ecuador; † 12. März 2012 in Quito) war Bischof von Santo Domingo de los Colorados. 

## Leben
Wilson Moncayo studierte Theologie und Philosophie am Priesterseminar San José in Quito. An der Päpstlichen Universität Gregoriana in Rom erwarb er ein Lizenziat in Dogmatik, an der Pontificia Universidad Católica del Ecuador einen Magister in Theologie. Er empfing am 23. August 1970 die Priesterweihe für das Bistum Latacunga. 
2002 wurde er von Papst Johannes Paul II. zum zweiten Bischof des Bistums Santo Domingo de los Colorados ernannt. Die Bischofsweihe spendete ihm der Erzbischof von Portoviejo, José Mario Ruiz Navas; Mitkonsekratoren waren Vicente Rodrigo Cisneros Durán, Erzbischof von Cuenca, und Raúl Holguer López Mayorga, Bischof von Latacunga. Er trat die Nachfolge des deutschstämmigen Emil Stehle an.